# Senna gossweileri
Senna gossweileri là một loài thực vật có hoa trong họ Đậu. Loài này được (Baker f.) Lock miêu tả khoa học đầu tiên.